# Бояджиева къща (Тодор Бояджиев)
Бояджиевата къща (на гръцки: Οικία Βογιατζή) е къща в град Лерин, Гърция.

## Местоположение
Къщата е разположена на булевард „Елевтерия“ на десния бряг на Сакулева. Принадлежи на Тодор Бояждиев. В съседство са къщите на братята на Тодор Бояджиев – тази на Хараламби и тази на Пандели.

## История
Къщата е построена в 1930 година. В 1940 година тук се помещава Леринското жандармерийско управление. Тук заедно със съседните къщи са снимани филмите на Тео Ангелопулос „Пчеларят“ и „Нерешителната стъпка на щъркела“ с участието на Марчело Мастрояни.